# Gesamtanlage Marktstraße Steinheim an der Murr

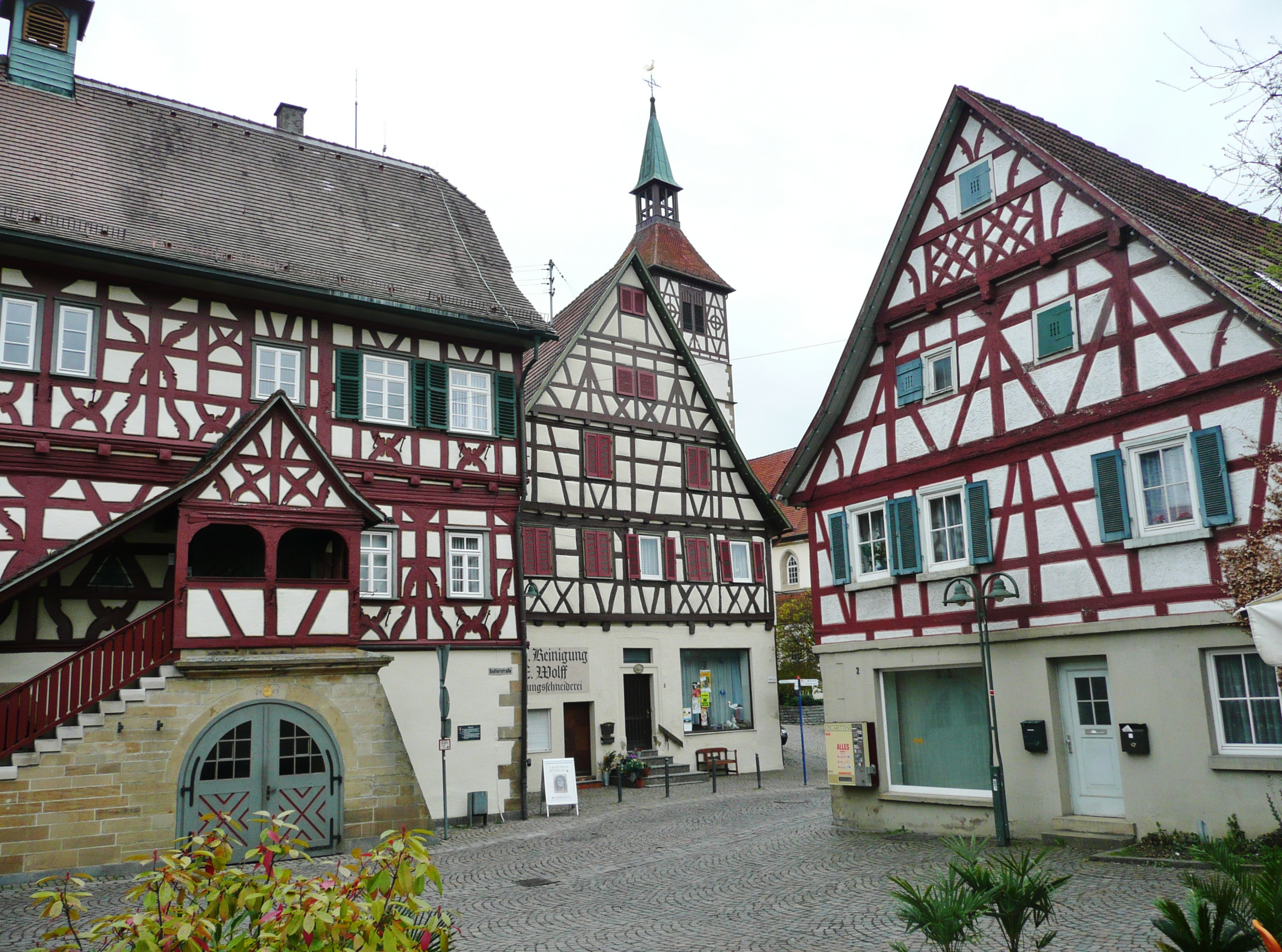
Marktplatz in Steinheim an der Murr

Die Gesamtanlage Marktstraße Steinheim an der Murr ist ein denkmalgeschütztes Ensemble in Steinheim an der Murr im Landkreis Ludwigsburg in Baden-Württemberg. Geschützt ist seit 1983 die Marktstraße mit ihrer geschlossenen Fachwerkbebauung und den dominanten Gebäuden des Rathauses und der Pfarrkirche.

## Allgemeines
Gesamtanlagen schützen gemäß § 19 Denkmalschutzgesetz Baden-Württemberg Straßen-, Platz- und Ortsbilder, an deren Erhaltung aus wissenschaftlichen, künstlerischen oder heimatgeschichtlichen Gründen ein besonderes öffentliches Interesse besteht. Geschützt ist das überlieferte Erscheinungsbild der Gesamtanlage mit seinen Bestandteilen und Merkmalen. Neben Bauwerken zählen dazu auch Straßen- und Platzräume oder Grün- und Freiflächen. Schützenswert können außerdem die topographische Lage, der Ortsgrundriss oder eine Stadtsilhouette sein. Der Gesamtanlagenschutz umfasst bei Gebäuden nur die von außen sichtbaren Teile; bei Kulturdenkmalen innerhalb der Gesamtanlage, die zusätzlich nach anderen Bestimmungen des Gesetzes geschützt sind, ist darüber hinaus auch das Innere Gegenstand des Denkmalschutzes.

## Beschreibung
Steinheim an der Murr bietet einen sehr anschaulichen Gesamteindruck eines im Ursprung mittelalterlichen Klosterdorfes. Nach Zerstörungen im 17. Jahrhundert erfuhr es mit dem Wiederaufbau eine kleinstädtische Prägung. Obwohl Steinheim bereits in spätmittelalterlicher Zeit städtische Strukturen und Rechte besessen haben soll, ist der historische Ortskern bis heute eher kleinstädtisch geprägt. Die ehemalige Klosteranlage im Nordwesten der Stadt ist längst verschwunden, auch sonst wurden keine nennenswerten städtischen Einrichtungen oder markante Handwerker-Quartiere  überliefert. Steinheim vermittelt heute ein weitgehend unverfälschtes Bild einer auf ihren mittelalterlichen Wurzeln gewachsenen Kleinstadt, die durch dichte und einheitliche Bebauung des 17. bis 19. Jahrhundert bestimmt wird. Aufgrund dieser Bedeutung ist Steinheim an der Murr eine Gesamtanlage gemäß § 19 Denkmalschutzgesetz, an deren Erhaltung ein besonderes öffentliches Interesse besteht. Gegenstand des Schutzes sind sowohl das innere Ortsbild des südlichen Altstadtteils in den angegebenen Grenzen mit den historischen Straßen und Wegen als auch das äußere Ortsbild des südlichen Altstadtteils, wie es sich dem Betrachter von außerhalb der Gesamtanlage darbietet, insbesondere von der Ludwigsburger-, Kleinbottwarer- und Rielingshäuser Straße sowie von der Murrbrücke und dem Murrufer aus.